# 细尾鮡
细尾鮡（学名：Pareuchiloglanis gracilicaudata）为輻鰭魚綱鯰形目鮡科鮡属的鱼类，是中国的特有物种。分布于澜沧江上游水系等，多见于水流较急的岸边多石的场所，體長可達18.2公分。该物种的模式产地在囊谦县。